# Distretto di Surobi (Kabul)
Il distretto di Surobi è un distretto dell'Afghanistan appartenente alla provincia di Kabul. Viene stimata una popolazione di 53.900 abitanti (dato 2012-13).